# Ignasi Carner i Jorba
Ignasi Carner i Jorba (Igualada, Anoia, 29 de setembre de 1929) és un polític i empresari català.

## Biografia
Encarregat de la indústria tèxtil Ignacio Carner SA, fundada pel seu avi Marià Carner i Jorba i el seu pare Ignasi Carner i Oller. Aquesta empresa, que tenia 240 treballadors a un centre d'Igualada i 30 més a Gandesa i Les Borges Blanques, va fer fallida i hagué de tancar en 2004.
Ha estat president de l'Aeri Club d'Igualada, de l'Agrupació Local Tèxtil i vocal de l'Agrupació Nacional de Gènere de Punt. Fou elegit diputat per Convergència i Unió a les eleccions al Parlament de Catalunya de 1980. De 1980 a 1984 ha estat membre del consell d'administració de la Corporació Catalana de Ràdio i Televisió i de les comissions d'Indústria, Energia, Comerç i Turisme, de seguiment per a l'entrada a la Comunitat Econòmica Europea i de la comissió d'Agricultura, Ramaderia i Pesca del Parlament de Catalunya.